# 上普羅旺斯天文台
上普羅旺斯天文台（法語：Observatoire de Haute-Provence）是法國政府於1937年成立的天文台。上普羅旺斯天文台的天文研究開始於1943年以口徑1.2公尺的望遠鏡進行觀測，並於1944年發表首篇論文。1949年英國天文學家傑佛瑞·伯比奇和瑪格麗特·伯比奇夫婦到訪上普羅旺斯天文台是該台的首批外籍觀測者。

## 位置
上普羅旺斯天文台位於法國東南方，亞維農東方約90公里，馬賽北方約100公里。天文台址的海拔大約是650公尺，位於上普羅旺斯阿爾卑斯省接近圣米歇尔-洛布塞瓦图瓦尔的高原上，座標是43°55′51″N 5°42′48″E / 43.93083°N 5.71333°E。
上普羅旺斯天文台的台址相當適合觀測。當地一年中有60%的夜晚適合觀測，尤其是夏季和秋季。一年之中大約有170個夜晚是沒有雲的。當地視寧度一般大約是2角秒，但在某些時候可低到1角秒以下。如果碰到自西北方向來的密史脱拉风（Mistral），視寧度會惡劣到超過10角秒，平均一年會有45次，大多發生在冬季。好的天氣一般會在密史脫拉風經過之後出現。平均而言，上普羅旺斯天文台當地的大氣吸收量大約是歐洲南方天文台在智利拉西拉天文台的兩倍。

## 望遠鏡
上普羅旺斯天文台主要使用的四台望遠鏡都是反射式望遠鏡，主鏡口徑分別是1.93、1.52、1.20和0.80公尺。口徑1.93公尺的望遠鏡由 Grubb-Parsons 製造，並於1958年設置。該望遠鏡的其中一個儀器是高解析度的ELODIE攝譜儀。米歇爾·麥耶和迪迪埃·奎洛兹以該望遠鏡和攝譜儀發現了系外行星飛馬座51b。此發現為他們於2019年奪得半面諾貝爾物理學獎。
口徑1.52公尺的望遠鏡和另一個位於智利歐洲南方天文台同口徑的望遠鏡幾乎是相同的形式。該望遠鏡於1967年啟用，主要是以高解析度光譜儀 Aurélie 進行光譜研究。
口徑1.20公尺的望遠鏡則是上普羅旺斯天文台的第一個望遠鏡，啟用於1943年。這台望遠鏡原本是在1872年設置於巴黎天文台。該望遠鏡目前有一個直接接受星光的 CCD，望遠鏡是 f/6 的牛頓式望遠鏡，主要是研究X射線源的變化、星系和 H II 區影像，以及昏暗太陽系天體的天文測量。
口徑0.80公尺的望遠鏡於1932年在福卡尔基耶進行台址選址測試時啟用，上普羅旺斯天文台成立後於1945年搬往天文台，之後再於同年送到聖米歇爾現址。該望遠鏡設有 CCD 可進行高品質的天文觀測，但和其他望遠鏡不同的是它沒有電腦控制定位系統。因此這台望遠鏡在操作時必須以定位圈人工定位。這台望遠鏡經常有天文學科系大學部學生前往使用。
其他上普羅旺斯天文台內設置的望遠鏡都由其他單位操作，其中有一台屬於日內瓦天文台的口徑1公尺望遠鏡、法國國家太空研究中心用來追蹤衛星的口徑0.5公尺望遠鏡，以及以凌日方式尋找類太陽恆星周圍系外行星的口徑0.2公尺柏林系外行星搜尋望遠鏡。

## 地球物理學
上普羅旺斯天文台除了主要進行天文研究以外，當地也設有兩個地球物理學的研究站。一個研究站研究大氣層的中间层和热层，另一個則以雷射觀測對流層和平流層以光達技術研究氣膠和臭氧含量。

## 外部連結

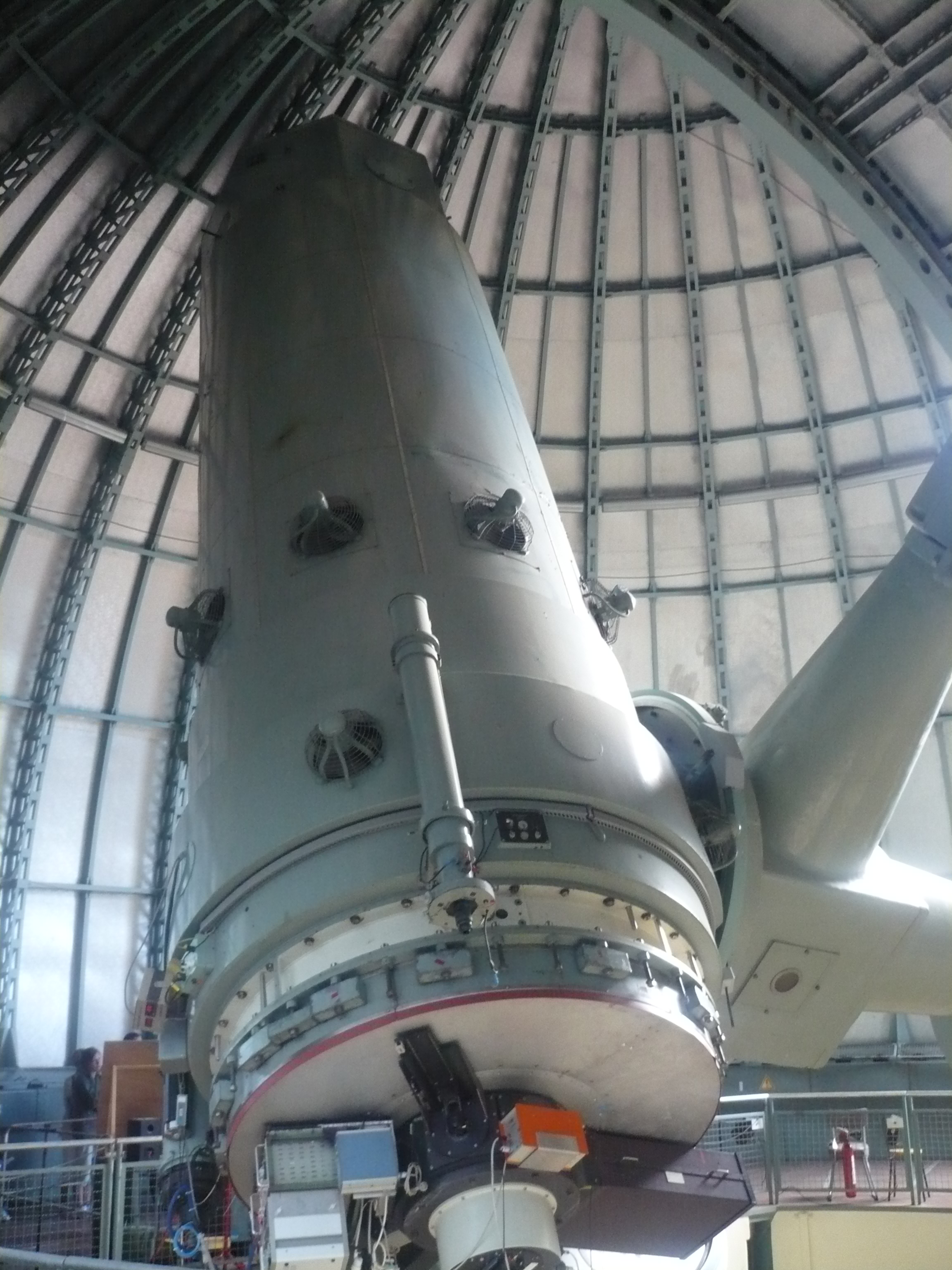
上普羅旺斯天文台口徑1.93公尺的望遠鏡，1958年設置。

- . Observatoire de Haute-Provence.   [2008-10-17]. （原始内容存档于2011-03-10）.

- . Extrasolar Planet Search Programme.   [2008-10-17]. （原始内容存档于2012-05-25）.